# Георги Спасов (министър)
Вижте пояснителната страница за други личности с името Георги Спасов.
Георги Спасов (на македонска литературна норма: Ѓорѓи Спасов) е политик от Северна Македония.

## Биография
Георги Спасов е роден на 11 август 1949 г. в Неготино, днес Северна Македония. Пред 1972 г. завършва Факултета по политически науки на Белградския университет. През 1983 г. става магистър, а от 1993 г. и доктор по политически науки в Скопския университет. В периода 1976-1993 г. е асистент в Института по социологически и политическо-правни въпроси към същия университет. Между 1994 и 1997 г. е посланик на Република Македония в България, а междувременно и в Молдова (от 1996). От 1997 до 1998 г. е министър на правосъдието на Република Македония. Депутат е между 1999 и 2002 г. В периода 2003 и 2007 г. е посланик във Великобритания, Ирландия и Исландия.

## Кратка библиография
- 1979, Актуелните прашања во здружениот труд и самоуправлењето: Извештај од анкета со вработените[2]
- 1980, Intenzifikacija nastave fizičkog vaspitanja putem rada sa homogenim grupama: doktorska disertacija